# Маркканен, Лаури
Лаури Элиас Маркканен (фин. Lauri Elias Markkanen; род. 22 мая 1997 года, Вантаа, Финляндия) — финский баскетболист, выступающий за команду НБА «Юта Джаз». Играет на позициях тяжёлого форварда и центрового. Был выбран на драфте НБА 2017 года в первом раунде под общим седьмым номером. Пять раз признавался лучшим финским баскетболистом года (2017—2021).
Сын звезды финского баскетбола 1980-х и 1990-х годов Пекки Маркканена (род. 1967). Старший брат Лаури — бывший футболист сборной Финляндии Эро Маркканен (род. 1991).

## Карьера

### НБА

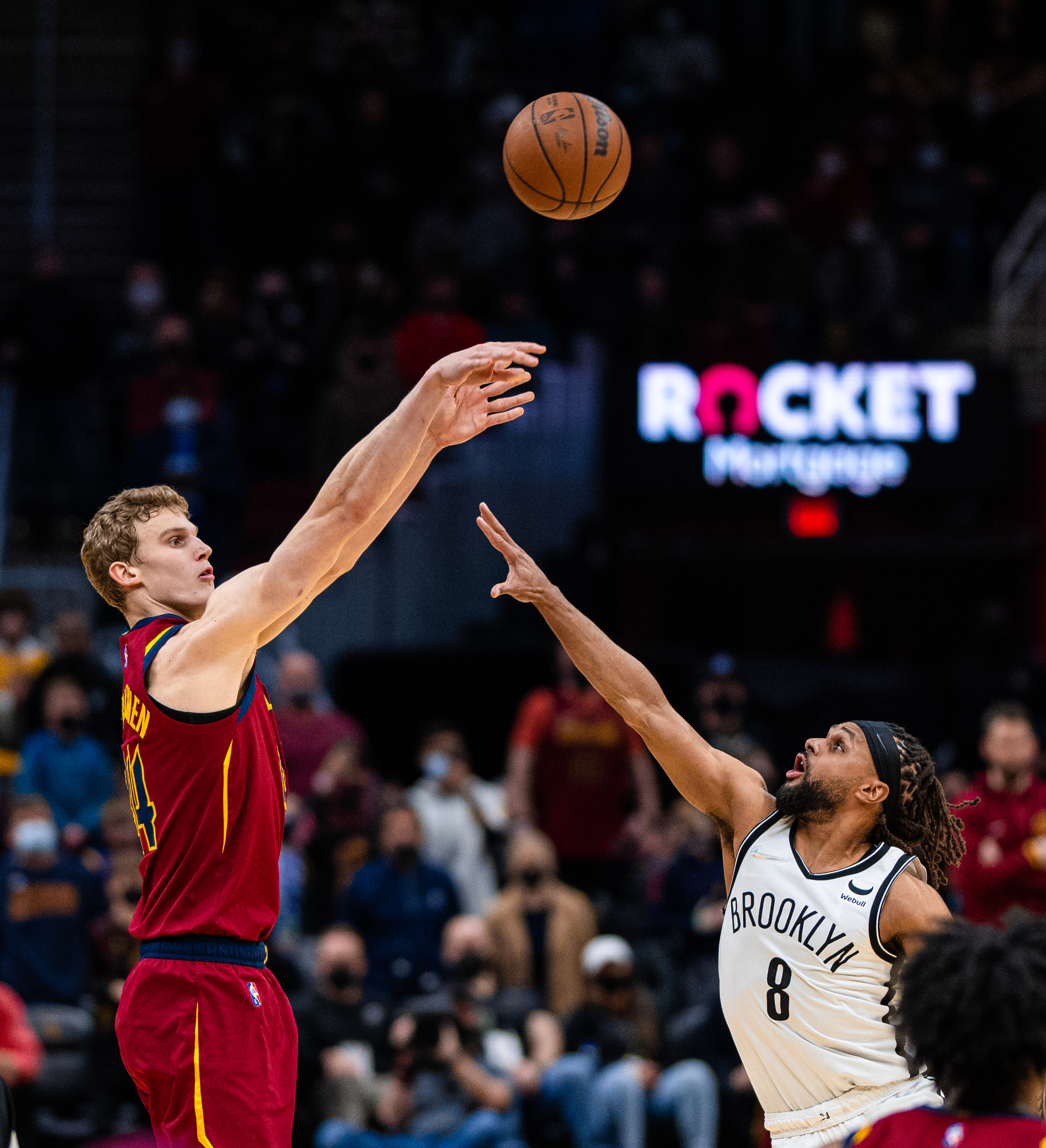
Маркканен выполняет трёхочковый бросок в январе 2022 года

22 июня 2017 года Маркканен был выбран на драфте НБА 2017 года под общим 7-м номером командой «Миннесота Тимбервулвз».
Сразу после драфта «Миннесота» обменяла в «Чикаго» права Маркканена вместе с Крисом Данном, Заком Лавином на Джимми Батлера и права на Джастина Паттона. 5 июля 2017 Лаури Маркканен подписал с командой контракт. 19 октября 2017 года дебютировал в НБА. 30 декабря 2017 года набрал 32 очка в матче против «Индианы Пейсерс». 10 января 2018 года ещё на одно очко повысил личный рекорд в игре против «Нью-Йорк Никс», реализовав 8 трёхочковых.
28 августа 2021 года перешёл в «Кливленд Кавальерс» в результате трёхстороннего обмена с участием «Портленд Трэйл Блэйзерс».
В сезоне 2021/22 провёл за «Кавальерс» 61 матч, набирая в среднем 14,8 очка и делая 5,7 подбора за 30,8 минуты.
1 сентября 2022 года перешёл в «Юту Джаз» в результате обмена.
2 февраля Маркканен был включен в свой первый в карьере матч всех звезд НБА в качестве запасного игрока в составе команды Западной конференции. Маркканен также стал первым игроком на матче всех звезд, который родился в скандинавской стране. 10 февраля было объявлено, что Маркканен будет начинать игру в стартовом составе из-за травм Стефена Карри и Зайона Уильямсона.
24 апреля 2023 года Маркканен был назван самым прогрессирующим игроком НБА в сезоне 2022/23, опередив Шая Гилджеса-Александера и Джейлена Брансона.
7 августа 2024 года Маркканен подписал контракт с «Джаз» на пять лет на сумму 238 миллионов долларов и стал самым высокооплачиваемым финским спортсменом в истории, обогнав Кими Райкконена.

### Сборная Финляндии
Маркканен выступал за сборную Финляндии на чемпионате Европы по баскетболу среди юношей до 18 лет в 2015 году в Греции и на чемпионате Европы по баскетболу среди юношей до 20 лет в 2015 году в Хельсинки.
За взрослую сборную принял участие в домашнем Евробаскете 2017, где в 1/8 финала его сборная уступила сборной Италии. На следующем чемпионате Европы 2022 года Маркканен был лидером команды и помог ей попасть в топ-8 на Евробаскете впервые с 1967 года. В 1/8 финала финны обыграли команду Хорватии (94-86), Маркканен был неудержим, набрав 43 очка. В четвертьфинале финны в конце первой половины вели 50-35 в игре против команды Испании, но неудачно провели третью четверть и в итоге уступили 90-100. Маркканен набрал в этом матче 28 очков и сделал 11 подборов.

## Статистика

### Статистика в НБА
| Сезон                                                                                    | Команда  | Регулярный сезон | Регулярный сезон | Регулярный сезон | Регулярный сезон | Регулярный сезон | Регулярный сезон | Регулярный сезон | Регулярный сезон | Регулярный сезон | Регулярный сезон | Регулярный сезон | Серия плей-офф | Серия плей-офф | Серия плей-офф | Серия плей-офф | Серия плей-офф | Серия плей-офф | Серия плей-офф | Серия плей-офф | Серия плей-офф | Серия плей-офф | Серия плей-офф |
| Сезон                                                                                    | Команда  | GP               | GS               | MPG              | FG%              | 3P%              | FT%              | RPG              | APG              | SPG              | BPG              | PPG              | GP             | GS             | MPG            | FG%            | 3P%            | FT%            | RPG            | APG            | SPG            | BPG            | PPG            |
| ---------------------------------------------------------------------------------------- | -------- | ---------------- | ---------------- | ---------------- | ---------------- | ---------------- | ---------------- | ---------------- | ---------------- | ---------------- | ---------------- | ---------------- | -------------- | -------------- | -------------- | -------------- | -------------- | -------------- | -------------- | -------------- | -------------- | -------------- | -------------- |
| 2017/18                                                                                  | Чикаго   | 68               | 68               | 29,7             | 43,4             | 36,2             | 84,3             | 7,5              | 1,2              | 0,6              | 0,6              | 15,2             | Не участвовал  | Не участвовал  | Не участвовал  | Не участвовал  | Не участвовал  | Не участвовал  | Не участвовал  | Не участвовал  | Не участвовал  | Не участвовал  | Не участвовал  |
| 2018/19                                                                                  | Чикаго   | 52               | 51               | 32,3             | 43,0             | 36,1             | 87,2             | 9,0              | 1,4              | 0,7              | 0,6              | 18,7             | Не участвовал  | Не участвовал  | Не участвовал  | Не участвовал  | Не участвовал  | Не участвовал  | Не участвовал  | Не участвовал  | Не участвовал  | Не участвовал  | Не участвовал  |
| 2019/20                                                                                  | Чикаго   | 50               | 50               | 29,8             | 42,5             | 34,4             | 82,4             | 6,3              | 1,5              | 0,8              | 0,5              | 14,7             | Не участвовал  | Не участвовал  | Не участвовал  | Не участвовал  | Не участвовал  | Не участвовал  | Не участвовал  | Не участвовал  | Не участвовал  | Не участвовал  | Не участвовал  |
| 2020/21                                                                                  | Чикаго   | 51               | 26               | 25,8             | 48,0             | 40,2             | 82,6             | 5,3              | 0,9              | 0,5              | 0,3              | 13,6             | Не участвовал  | Не участвовал  | Не участвовал  | Не участвовал  | Не участвовал  | Не участвовал  | Не участвовал  | Не участвовал  | Не участвовал  | Не участвовал  | Не участвовал  |
| 2021/22                                                                                  | Кливленд | 61               | 61               | 30,8             | 44,5             | 35,8             | 86,8             | 5,7              | 1,3              | 0,7              | 0,5              | 14,8             | Не участвовал  | Не участвовал  | Не участвовал  | Не участвовал  | Не участвовал  | Не участвовал  | Не участвовал  | Не участвовал  | Не участвовал  | Не участвовал  | Не участвовал  |
| 2022/23                                                                                  | Юта      | 66               | 66               | 34,4             | 49,9             | 39,1             | 87,5             | 8,6              | 1,9              | 0,6              | 0,6              | 25,6             | Не участвовал  | Не участвовал  | Не участвовал  | Не участвовал  | Не участвовал  | Не участвовал  | Не участвовал  | Не участвовал  | Не участвовал  | Не участвовал  | Не участвовал  |
| 2023/24                                                                                  | Юта      | 55               | 55               | 33,1             | 48,0             | 39,9             | 89,9             | 8,2              | 2,0              | 0,9              | 0,5              | 23,2             | Не участвовал  | Не участвовал  | Не участвовал  | Не участвовал  | Не участвовал  | Не участвовал  | Не участвовал  | Не участвовал  | Не участвовал  | Не участвовал  | Не участвовал  |
| 2024/25                                                                                  | Юта      | 47               | 47               | 31,4             | 42,3             | 34,6             | 87,6             | 5,9              | 1,5              | 0,7              | 0,4              | 19,0             | Не участвовал  | Не участвовал  | Не участвовал  | Не участвовал  | Не участвовал  | Не участвовал  | Не участвовал  | Не участвовал  | Не участвовал  | Не участвовал  | Не участвовал  |
|                                                                                          | Всего    | 450              | 424              | 31,0             | 45,5             | 37,1             | 86,7             | 7,1              | 1,5              | 0,7              | 0,5              | 18,2             | Не участвовал  | Не участвовал  | Не участвовал  | Не участвовал  | Не участвовал  | Не участвовал  | Не участвовал  | Не участвовал  | Не участвовал  | Не участвовал  | Не участвовал  |
| Наведите курсор мыши на аббревиатуры в заголовке таблицы, чтобы прочесть их расшифровку. |          |                  |                  |                  |                  |                  |                  |                  |                  |                  |                  |                  |                |                |                |                |                |                |                |                |                |                |                |

### Статистика в NCAA
| Сезон | Команда | Conf   | Class | GP | GS | MPG  | FG%  | 3P%  | FT%  | RPG | APG | SPG | BPG | PPG  |
| --- | ------- | ------ | ----- | -- | -- | ---- | ---- | ---- | ---- | --- | --- | --- | --- | ---- |
| 2016/17 | Аризона | Pac-12 | FR    | 37 | 37 | 30,8 | 49,2 | 42,3 | 83,5 | 7,2 | 0,9 | 0,4 | 0,5 | 15,6 |
| Всего | Всего   | Всего  | Всего | 37 | 37 | 30,8 | 49,2 | 42,3 | 83,5 | 7,2 | 0,9 | 0,4 | 0,5 | 15,6 |
| Наведите курсор мыши на аббревиатуры в заголовке таблицы, чтобы прочесть их расшифровку Статистика приведена с сайта sports-reference.com |         |        |       |    |    |      |      |      |      |     |     |     |     |      |